# Mexikansk båtstjärt
Mexikansk båtstjärt (Quiscalus mexicanus) är en fågel i familjen trupialer inom ordningen tättingar. Den förekommer från södra USA söderut genom Centralamerika till Peru och Venezuela. På senare tid har den expanderat kraftigt åt norr i USA.

## Utseende och läte
Mexikansk båtstjärt är en mycket stor trupial med kraftig näbb och lång stjärt. Honan är mörk brungrå med ljust öga, ljus strupe och mörk hjässa som kontrasterar mot ljusare ögonbrynsstreck. Hanen är mörkt purpurblåglänsande med mycket lång, kölformad stjärt. Arten är nära släkt med och mycket lik större båtstjärt, men denna har tydligt kortare stjärt och mer rödbrun ton hos honan. Där deras utbredningsområde överlappar har större båtstjärt också mörkt öga. Kroppslängden är 43 cm för hanen, 33 cm för honan.

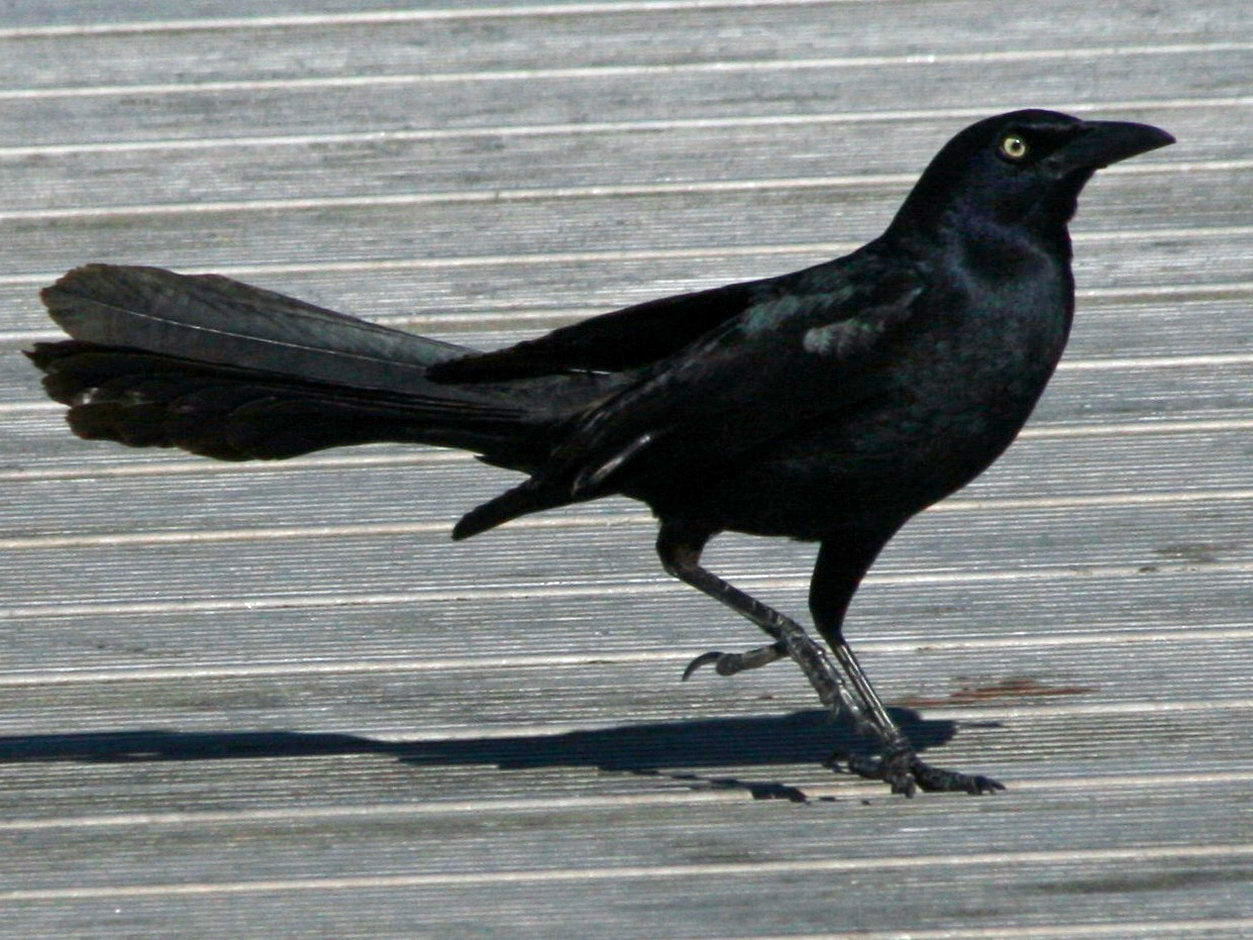
Hane.

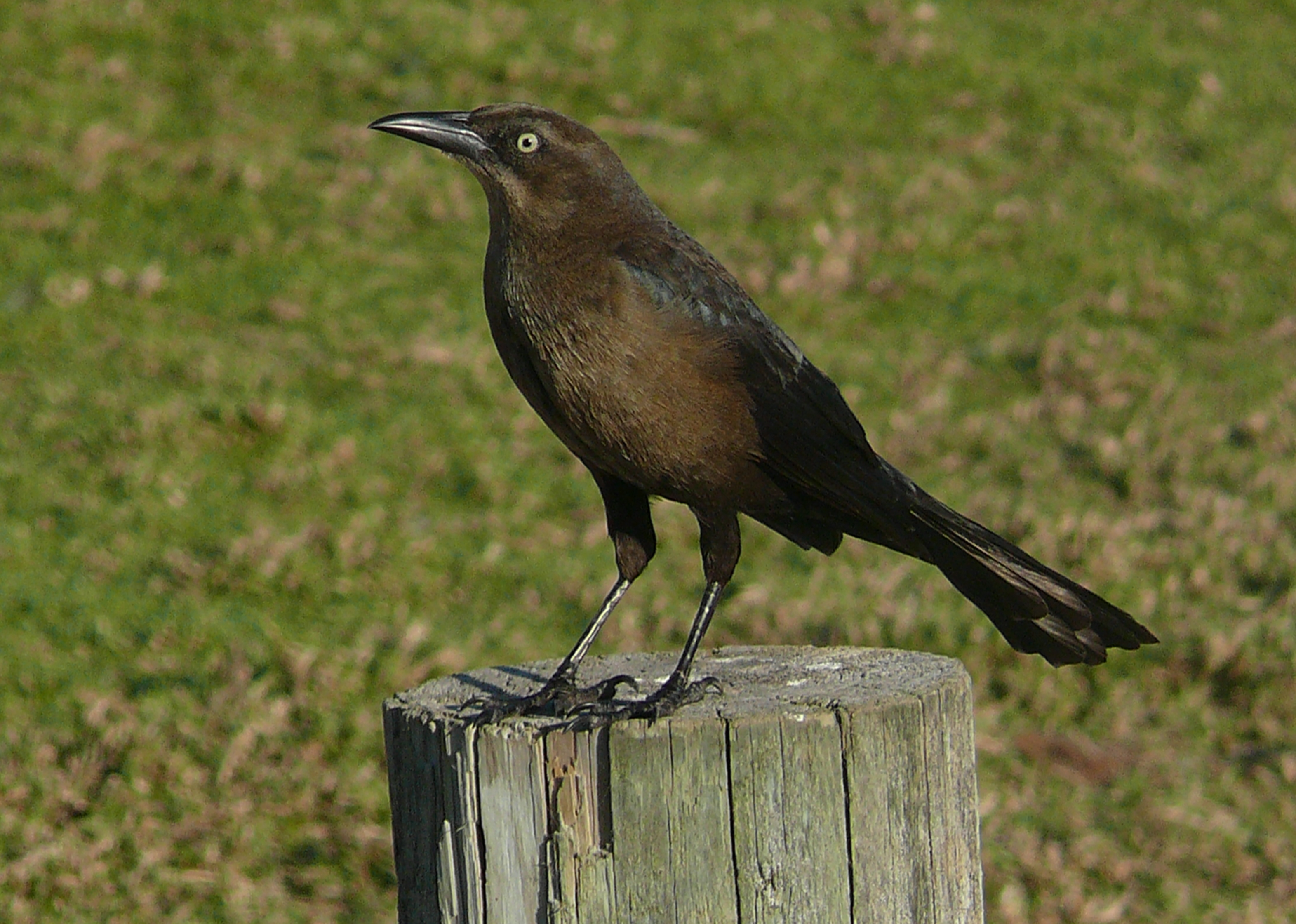
Hona.

Sången består av en serie högljudda och mindre behagliga toner, som metalliska glissandovisslingar, mekaniska skallrande ljud och vassa hårda toner. Lätet i flykten är ett lågt och hårt "chuk".

## Utbredning och systematik
Mexikansk båtstjärt förekommer som namnet avslöjar i Mexiko, men också söderut genom Centralamerika till Peru och Venezuela. Den sträcker sig också in i sydvästra USA där den på senare tid kraftigt expanderat mot norr. Arten delas in i två grupper med sammanlagt åtta underarter, med följande utbredning enligt Clements et al:
- graysoni-gruppen
  - Quiscalus mexicanus nelsoni – sydöstra Kalifornien till södra Arizona och västra Mexiko (nordöstra Baja och södra Sonora)
  - Quiscalus mexicanus graysoni – kustnära nordvästra Mexiko (Sinaloa)
  - Quiscalus mexicanus obscurus – kustnära sydvästra Mexiko (Nayarit till Guerrero)
- mexicanus-gruppen
  - Quiscalus mexicanus monsoni – sydöstra Arizona till västra Texas och mexikanska platån till Jalisco och Guanajuato
  - Quiscalus mexicanus prosopidicola – sydöstra norra Mexiko till södra Texas, Coahuila, San Luis Potosí och södra Tamaulipas
  - Quiscalus mexicanus mexicanus – södra Mexiko (östra Jalisco och San Luis Potosí) till norra Nicaragua
  - Quiscalus mexicanus loweryi – kustnära Yucatánhalvön, Belize och angränsande öar
  - Quiscalus mexicanus peruvianus – längs Stillahavskusten från Costa Rica till nordvästra Peru och nordvästra Venezuela

Arten har på senare tid expanderat norrut i USA och förekommer numera regelbundet ända till Oregon, södra Idaho, South Dakota och Minnesota. Tre underarter är inblandade (nelsoni och monsoni i väster prosopidicola) men gränserna dem emellan är oklara. Den har även konstaterats häcka i Dominikanska republiken.
DNA-studier visar att underartsgrupperna skiljer tydligt åt genetiskt, där graysoni-gruppen är närmare släkt med den utdöda arten smalnäbbad båtstjärt. Trots detta hybridiserar nelsoni helt fritt med monsoni i Kalifornien och Arizona.

## Levnadssätt
Mexikansk båtstjärt hittas i öppna områden som jordbruksbygd där den ses födosöka på marken efter frön och ryggradslösa djur, ofta i stora flockar. Den häckar och tar nattkvist i träd och buskar. Fågeln häckar mellan mars och juli i södra USA och mellan januari och juli i Costa Rica. I Guatemala har den konstaterats lägga två kullar och gör det möjligen i andra tropiska delar av utbredningsområdet.

## Status och hot
Arten har ett stort utbredningsområde och en stor population med stabil utveckling och tros inte vara utsatt för något substantiellt hot. Utifrån dessa kriterier kategoriserar internationella naturvårdsunionen IUCN arten som livskraftig (LC).